# Mary Cassatt
Mary Stevenson Cassatt (Pittsburgh, Pennsylvania, 22. svibnja 1844. – Le Mesnil-Théribus kraj Pariza, 14. lipnja 1926.), američka slikarica i grafičarka, prva američka slikarica impresionizma.

## Životopis
Mary Cassatt je dolazila iz dobrostojeće obitelji u Pennsylvaniji. Najprije je studirala u Philadelphiji, ali je većinu života provela u Francuskoj gdje je nastavila učiti u Parizu kod A. Renoira i E. Degasa. Izlagala je s impresionistima i bila blizak prijatelj s Degasom. Njoj se priznaju zasluge za širenje impresionizma u SAD-u, jer je poticala svoju rodbinu i prijatelje da otkupljuju djela impresionista u vrijeme kad su ona bila nepopularna. Jedni od njih su, između ostalih, bili i obitelji Havemeyer koja je skupila zavidnu svjetski vrijednu kolekciju impresionističkih djela. 

## Djela
Svijetlim koloritom, te čvrstim i preciznim crtežom, slika i u grafici (poglavito u višebojnom bakropisu) obrađuje poetične portrete, najčešće majke s djecom i ženske likove na otvorenim prostorima.
Često je, inspirirana fotografijom, koristila tzv. “krupni kadar” (zoomirane likove). Tako je naslici Veslačka skupina kombinirala krupni kadar sa snažnim “skraćenjem” lika u prvom planu kako bi istaknula majku s djetetom. Njihove ukrštajuće poglede je naglasila tako što je sve ostalo (more, jedro,čamac) prikazala iznimno plošno, poput djela s japanskih drvoreza (koji su tada bili u modi među pariškim impresionistima).
- Čajanka, 1880., ulje na platnu, 25 1/2 x 36 1/4 inča, Umjetnički muzej, Boston.
- Dječja kupka, 1892., ulje na platnu, 100.3 x 66.1 cm, Umjetnički institut, Chicago.
- Ispod kestena, 1898., bakropis u boji, 40.3 × 28.7 cm, Kongresna knjižnica, Washington.
- Poslije kupanja, 1901., ulje na pletnu, 65 × 100 cm, Umjetnički muzej, Cleveland, Ohio.

## Vanjske poveznice
- Mary Cassatt u Nacionalnoj galeriji u Washingtonu  Arhivirana inačica izvorne stranice od 25. kolovoza 2009. (Wayback Machine)